# Günter W. Zwanzig

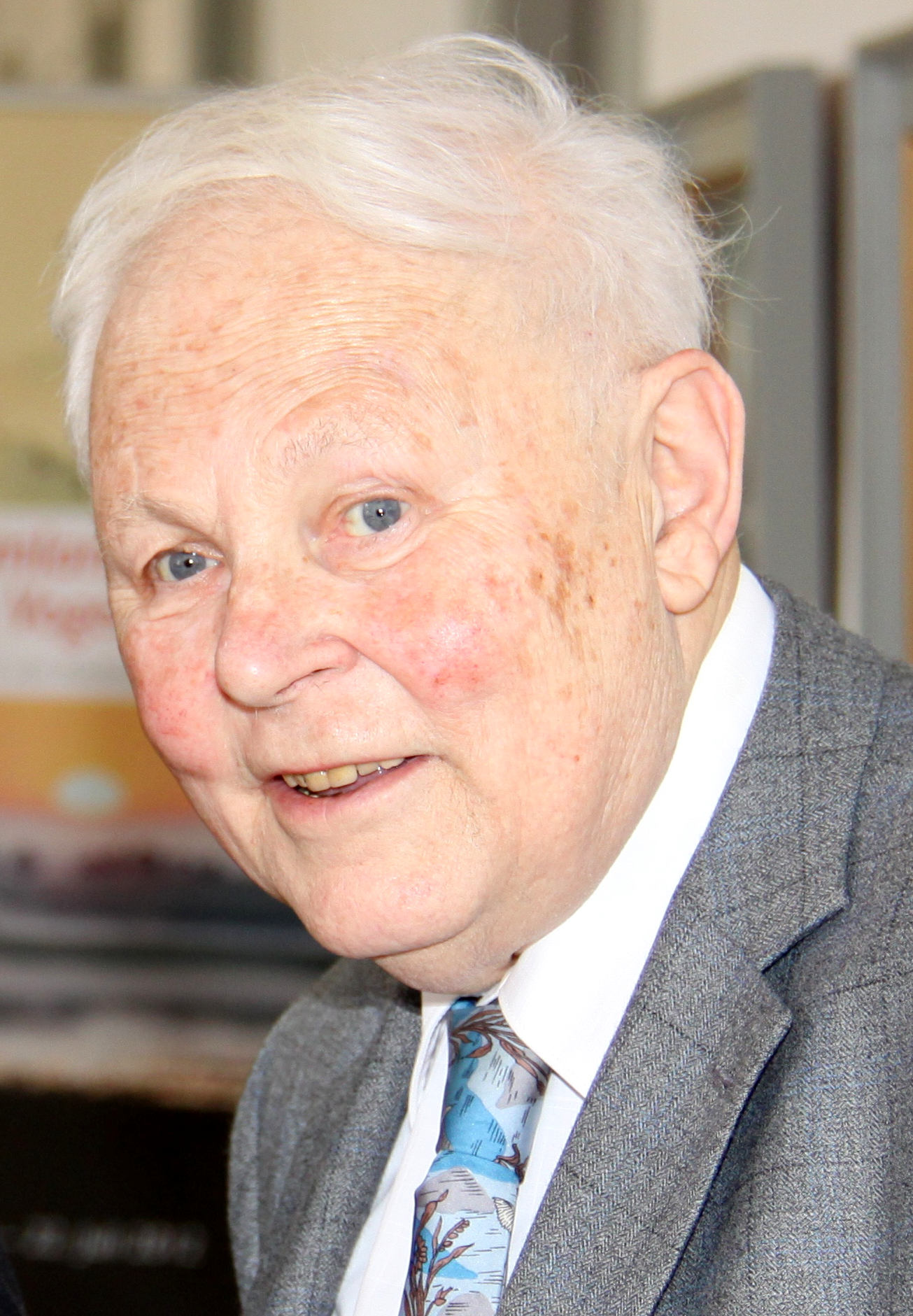
Günter W. Zwanzig am 5. Mai 2012 anlässlich der Sonderausstellung 30 Jahre Kulturzentrum Ostpreußen Ellingen

Günter W. Zwanzig (* 1. Mai 1932 in Hendon, Greater London als Günter Walter Zwanzig; † 18. April 2021) war ein deutscher Kommunalpolitiker (SPD), Heimatforscher und Studentenhistoriker. Er war von 1972 bis 1984 Oberbürgermeister der Großen Kreisstadt Weißenburg in Bayern.

## Werdegang
Günter Walter Zwanzig wurde 1932 als Sohn des Ingenieurs Walter Zwanzig und der Opern- und Konzertsängerin Erika Zwanzig, geb. Krebs, in London geboren. Seine Tante väterlicherseits war die Politikerin Lisa Korspeter. Er besuchte in England die Vorschule, bis 1938 die Familie nach Potsdam umzog, wo er die Bombenangriffe überlebte. Er besuchte in Potsdam das Helmholtz-Gymnasium.
1948 zog die Familie nach Mülheim an der Ruhr, wo er 1952 an der Otto-Pankok-Schule das Abitur ablegte. Es folgte ein Studium der Rechtswissenschaften in Erlangen, Freiburg, Bonn und Göttingen. In Erlangen wurde er Mitglied der Christlichen Studentenverbindung Uttenruthia im Schwarzburgbund (SB) und beteiligte sich später maßgeblich an der Wiedergründung der Leipziger Burschenschaft Alemannia in Erlangen. Seine Referendarzeit absolvierte er in Mittelfranken. Ab 1961 besuchte Zwanzig Lehrveranstaltungen der Geografie, Geologie und Biologie in Erlangen und Mainz. Er trat 1969 der SPD bei. 1962 promoviert er zum Dr. jur. in Göttingen, im gleichen Jahr legte er das Zweite Juristische Staatsexamen in München ab. Anschließend wurde er Bezirksplaner in Stade, dann von 1964 bis 1972 Referent für Naturschutz, Recht der Denkmalpflege, der allgemeinen Kulturpflege und des Kirchenwesen im Kultusministerium in Rheinland-Pfalz.
Er wurde 1972 zum Oberbürgermeister der Stadt Weißenburg in Bayern als Nachfolger von Horst Lenz gewählt. 1978 folgte eine Wiederwahl. In seiner Amtszeit erfolgte die Sanierung der Karmeliterkirche und die Ansiedlung des Römermuseums. Von 1978 bis 1984 war er zudem Kreisrat des Landkreises Weißenburg-Gunzenhausen und von 1974 bis 1986 Bezirksrat des Bezirks Mittelfranken. 1984 wurde Zwanzig nicht mehr als Kandidat für die Bürgermeisterwahlen nominiert.
Er arbeitete anschließend bis Juli 2000 zunächst als Verwaltungsleiter der Evangelischen Hochschule Nürnberg sowie später als Geschäftsführer des Hochschulträgers Evangelische Erziehungsstiftung Nürnberg. Ab 1985 war er zudem Lehrbeauftragter für Natur- und Umweltschutzrecht an der Fachhochschule Hof. Zwanzig verstarb am 18. April 2021 wenige Tage vor seinem 89. Geburtstag.
Er war ab 1976 mit seiner Frau Karin von Taboritzki verheiratet, einer evangelischen Pfarrerin; aus der Ehe gingen drei Kinder hervor. Er war evangelisch-lutherischen Glaubens.

## Auszeichnungen
- Zwanzig erhielt 1984 das Bundesverdienstkreuz.
- Infolge des Stadtratsbeschlusses am 26. Juni 1991 erhielt Günter Zwanzig am 1. Mai 1992 die Goldene Bürgermedaille der Stadt Weißenburg in Bayern.[5]
- Ehrennadel des Schwarzburgbundes (verliehen 2004).[6]

## Mitgliedschaften
- CStV Uttenruthia Erlangen im SB, Vorsitzender von Juni 1996 bis Juni 2001[2]
- Leipziger Burschenschaft Alemannia zu Bamberg[2]
- Burschenschaft Vandalia auf dem Loretto zu Freiburg im SB[6]
- Burschenschaft Germania zu Göttingen im SB[6]
- Landsmannschaft im SB Südmark Innsbruck[6]
- Burschenschaft Preussisch Blau Bernau zu Potsdam im SB[6]
- Lassalle-Kreis, Netzwerk korporierter SPD-Mitglieder[7]

## Veröffentlichungen (Auswahl, nach Erscheinungsjahr geordnet)
- Studentische Freiheitsbewegungen des frühen 19. Jahrhunderts in der Schweiz und in Deutschland. Ihr Einfluss auf die Entwicklung der Verfassungen und der politischen Kultur, in: Schweizerische Vereinigung für Studentengeschichte (Hrsg.): Festschrift für Dr. Paul Ehinger v/o Wecker (= Studentica Helvetica. Documenta et Commentarii Nr. 31), Bern 2015, S. 177–183.
- Mit Ernst W. M. Sievers: Geschichte des Schwarzburgbundes, Band I: Von der Gründung bis 1933, 2. Aufl., akadpress, Schwarzburg 2010.
- 75 Jahre Bergwaldtheater zu Weißenburg, in: FRANKENLAND, Zeitschrift für Fränkische Landeskunde und Kulturpflege, Jg. 57, H. 1, Feb. 2005, S. 54–56.
- Die Göttinger Korporationen zwischen 1933 und 1950, in: Einst und Jetzt, Jahrbuch des Vereins für corpsstudentische Geschichtsforschung, 47. Band: Neustadt a. d. Aisch 2002, S. 263–279.
- Die Göttinger Germania zwischen 1933 und 1950, in: Geschichte der Burschenschaft Germania in Göttingen, Teil IV: 1901–1982, Festschrift zum 150. Stiftungsfest, o. O. [Göttingen], o. J. [2001], S. 82–175.
- Aus dem Schwarzburgbund (SB). Der SB 1933 bis 1945 – Zwischen Anpassung und Widerstand, in: Binder, D. A.; Ehinger, P.: Korporierte im Widerstand gegen den Nationalsozialismus, Österreichischer Verein für Studentengeschichte, Wien 1997, S. 201–213.
- Mit Helmut Schulenburg: Potsdam, Allersberg 1992.
- Mit Helmut Schulenburg: Weißenburg in Bayern, München 1990, 2., völlig neubearb. Aufl.
- Mit Gisela Stanka: Entwicklung einer Naturbühne : 50 Jahre Bergwaldtheater, Bergwaldtheater Weißenburg, Weißenburg 1979.
- Der Gemeingebrauch an Wanderwegen : Der Gemeingebrauch an Wegen, d. Zutrittsrecht zu Privatgrundstücken u.d. Freihaltung von Wegen im Interesse d. Wanderns. Rechtsgutachten, Hamburg 1964.
- Mit Erhard Mäding: Baum, Strauch und Wald im Recht : Erläuternde Übersicht und systematische Zusammenstellung der Rechtsvorschriften, Erlangen 1963.
- Die Fortentwicklung des Naturschutzrechtes in Deutschland nach 1945 (= Rechtsfragen zur Erhaltung der Natur und der natürlichen Hilfsquellen, Band 1), Erlangen 1962.